# Rudolph Perfect Roadster
Rudolph Perfect Roadster GmbH war ein kleines, in Mechernich in der Nordeifel ansässiges Karosseriebauunternehmen. Produziert wurden dessen Fahrzeuge vorwiegend als Bausätze. Aber auch Fertigfahrzeuge und Kanus bot dieses Unternehmen an.

## Unternehmen
Die Rudolph Perfect Roadster GmbH wurde 1992 gegründet und beschäftigte sich mit der Entwicklung und Herstellung von Fahrzeugen. Die Modelle wurden zunächst in einer zweijährigen Entwicklungsphase entworfen. Dabei war die erste Stufe das Entwerfen der Designstudie, die aus Modelliermaterialien im Maßstab 1 : 1 angefertigt wurden. Für die Serienproduktion wurde dann das Modell zur Negativform abgeformt. Parallel dazu fertigte Rudolph Perfect Roadster den Fahrzeugrahmen und alle anderen notwendigen Bauteile. Gründer und Geschäftsführer des Unternehmens war Ralf Rudolph. Am 5. Januar 2018 wurde das Unternehmen aufgelöst.

## Modellübersicht über gefertigte Karosserien

### Rudolph Spyder C und Spyder S
Der Spyder ähnelte den Porsche-Rennsportwagen RS 61 Spyder aus dem Jahr 1961 und Porsche 550, wobei Rudolph keine originalgetreue Nachbildung anstrebte. Offensichtlich inspirierten die Porsche-Rennwagen aber zu dem weitgehend eigenständigen Design. Als Eigenentwicklung bot das Modell von Rudolph mehr Platz als das Vorbild, hatte Sportsitze und eine eigens konstruierte Instrumententafel mit vier Rundinstrumenten in Chromfassungen. Bei der Festlegung der Karosseriedetails durch den Käufer stand das Modell mit drei unterschiedlich hohen Windschutzscheiben zur Auswahl. Zudem konnte zwischen Cabriolet-Faltdach und Hardtop gewählt werden. Der Wagen wurde in Handarbeit gefertigt und baute auf einem feuerverzinkten Gitterrohrrahmen auf. Mit der schwächsten Motorisierung ausgestattet, hatte das Fahrzeug ein Leergewicht von 800 kg. Geboten wurden Boxermotoren von Volkswagen und Subaru, die eine Leistung zwischen 60 PS (44 kW) und 205 PS (151 kW) boten. Die Modellvarianten Spyder C und Spyder S unterschieden sich im Wesentlichen in den Abmessungen: Der Spyder C war kürzer, kompakter und enger als der Spyder S. Insgesamt entstanden 20 Spyder.
In Zusammenarbeit mit den Leistungselektronik-, Elektroauto- und Akkumulatorenherstellern Brusa, REVA und Sanyo entstand 2008 der Brusa Spyder. Dieser ist als Einzelstück mit einem elektrischen Antriebsstrang ausgerüstet und hat unter der Schirmherrschaft des Projekts eQmotion bereits mehrere tausend Kilometer zurückgelegt.

### Classic Roadster
Der Classic Roadster war eine Replica des früheren VW Karmann-Ghia Typ 14 und wurde nur als Cabriolet mit Faltdach angeboten. Dieses Modell war das erste eigenständig entwickelte Automobil des Herstellers. Die einteilige Glasfaserkunststoffkarosserie des Classic Roadster war auf einem verstärkten Fahrgestell des VW Käfer aufgebaut. Es konnten Motoren mit Leistungen zwischen 34 PS (25 kW) und 174 PS (128 kW) eingebaut werden.

### Diardi
Eine späte Entwicklung von Rudolph Perfect Roadster war der vom Lotus Super Seven inspirierte Diardi. Er war keine Replica, sondern vollständig neu entwickelt. Anders als die anderen Rudolph-Fahrzeuge war der Diardi nur als Bausatz oder teilaufgebaut erhältlich. Die Motoren für dieses Modell stammten von BMW oder von Fiat mit Leistungen zwischen 120 PS (88 kW) und 343 PS (252 kW).

### e-Bugster (und Bugster)
Von diesem Modell eines Elektroautos, alternativ auch mit Verbrennungskraftmaschinenantrieb zu bekommen, sind lediglich ein paar Designskizzen veröffentlicht worden.